# انتخابات رهبری حزب لیبرال دموکرات ژاپن (۲۰۲۴)
انتخابات رهبری حزب لیبرال دموکرات ژاپن (انگلیسی: 2024 Liberal Democratic Party)، در ۲۷ سپتامبر ۲۰۲۴ برای انتخاب  ریاست بعدی حزب لیبرال دموکرات (ژاپن) برای یک دوره ۳ ساله برگزار شد. برنده انتخابات، شیگرو ایشیبا به دلیل اکثریت LDP در دایت ملی عملاً نخست‌وزیر بعدی ژاپن خواهد شد و انتظار می‌رود رهبری حزب را در انتخابات عمومی بعدی و انتخابات مجلس شوراهای ژاپن در سال ۲۰۲۵ برعهده گیرد.